# Předseda vlády Finska
Předseda vlády Finska (finsky Suomen pääministeri, švédsky Finlands statsminister) je hlavou vlády Finské republiky, z hlediska protokolu třetí nejvyšší ústavní činitel státu. Předsedovi vlády a jím vybrané vládě náleží výkonná moc. Sídlí v Kesärantě v Helsinkách. Od června 2023 je předsedou vlády Petteri Orpo z Národní koalice.
Předseda vlády je nominován prezidentem republiky. V případě dočasné neschopnosti předsedy vlády vykonávat úřad přebírá jeho funkci místopředseda.

## Jmenování
Podle finské ústavy nominuje předsedu vlády prezident poté, co se strany v parlamentu dohodnou na rozdělení postů ve vládě a na vládním programu. Parlament musí nominovaného předsedu vlády schválit absolutní většinou v hlasování o důvěře. Pokud tento kandidát nezíská dostatečnou podporu, následuje nové kolo jednání a prezident nominuje druhého kandidáta. Pokud ani druhý kandidát nezíská absolutní většinu, koná se třetí kolo hlasování, v němž může kandidáta nominovat kterýkoli poslanec; v tomto kole stačí ke zvolení nadpoloviční většina.
Předseda vlády navrhuje zbývající členy vlády, které pak se souhlasem parlamentu jmenuje prezident.